# Найупорядкованіше місто Росії
«Найупорядкованіше місто Росії» - щорічний конкурс серед міст Росії (з 2010 року - всіх муніципальних утворень ), що проводиться Федеральним агентством по будівництву та житлово-комунальному господарству.
Серед багаторазових переможців - Красноярськ, Тюмень, Ставрополь, Ульяновськ, Хабаровськ, Саранськ, Стерлітамак, Новоросійськ, Ангарськ, П'ятигорськ, Альметьєвськ, Октябрський, Єсентуки, Геленджик, Леніногорськ .